# Luís Trochillo
Luizinho (Sao Paulo, Brasil; 7 de marzo de 1930 – Sao Paulo, Brasil; 18 de enero de 1998) fue un futbolista de Brasil que jugó en la posición de mediapunta.

## Carrera

### Club
| Periodo   | Club           |
| --------- | -------------- |
| 1948-1962 | SC Corinthians |
| 1963      | CA Juventus    |
| 1964-1967 | SC Corinthians |

### Selección nacional
Jugó para Brasil en 11 ocasiones de 1955 a 1957 y anotó un gol, el cual fue en la Copa América 1956.

## Muerte
Luizinho murió en su natal Sao Paulo el 18 de enero de 1998 a los 67 años debido a complicaciones respiratorias.

## Logros

### Club
- Pequeña Copa del Mundo de Clubes: 1953
- Campeonato Paulista: 1951, 1952, 1954
- Torneio Rio-São Paulo: 1950, 1953, 1954
- Copa do Atlântico de Clubes: 1956
- Torneio de Brasília: 1958
- Torneio Início do Campeonato Paulista: 1955
- Taça Cidade de São Paulo: 1952
- Taça das Missões: 1953
- Taça Charles Müller: 1954 e 1958
- Taça dos Invictos: 1956 e 1957
- Torneio de Classificação do Campeonato Paulista: 1957
- Troféu Bandeirante: 1954
- Troféu Lourenço Fló Júnior: 1962

### Selección nacional
- Copa Bernardo O'Higgins: 1955
- Copa Oswaldo Cruz: 1955
- Copa Atlántica: 1956
- Copa Roca: 1957